# 女子美術大学
女子美術大学（じょしびじゅつだいがく、英語: Joshibi University of Art and Design）は、東京都杉並区和田一丁目49番8号に本部を置く日本の私立大学。1900年創立、1949年大学設置。大学の略称は「女子美（じょしび）」。
東京5美術大学（多摩美術大学、武蔵野美術大学、東京造形大学、日本大学芸術学部）の一校である。

## 概要

### 大学全体
1900年、当時は男子校で女学生の入学を認めていなかった東京美術学校に対峙して創設された「私立女子美術学校」が前身。私立美術学校としては最も歴史が長く、多くの女性美術家やデザイナー、クリエーターを輩出している。
女子美術専門学校を経て1949年に新制大学として発足。1994年に大学院課程を設置。大学院課程は男女共学。
美術大学としては唯一の首都圏西部大学単位互換協定会協定校。美術系大学連絡協議会参加校。
日本で唯一の美術大学付属校として女子美術大学付属高等学校・中学校を併設している。
地方自治体などとの連携に積極的で、対象は多岐にわたる。キャンパスがある杉並区、神奈川県の相模原市のほか同県横浜市、千葉県の佐倉市、山梨県韮崎市、東京理科大学、沖縄県立芸術大学、 東京工業大学、学校法人北里研究所、学校法人順天堂、水産総合研究センターなどと、社会実践的アート活動を展開している。連携機関内には女子美術大学の学生や教員の作品が展示・設置されている。

## 建学の精神（校訓・理念・学是）
1. 芸術による女性の自立
2. 女性の社会的地位向上
3. 女子芸術教育者の育成

## 沿革
- 1900年（明治33年） - 私立女子美術学校設立。発起人は横井玉子、藤田文蔵他2名。藤田は工部美術学校卒の彫刻家で、東京美術学校の教授であり、牛込教会の長老でもあった[14]。八咫鏡の中央に「美」を配した校章も藤田が考案した[14]。
- 1901年 - 4月1日に東京市本郷区本郷弓町（現在の東京都文京区本郷）の弓町校地で開校し、校舎は隣接の前田利鬯子爵邸内の桜林を開拓して新設された[14]。日本画、西洋画、彫刻、刺繍、蒔絵、編物、造花、裁縫の8学科に、それぞれ本科普通科、本科高等科、選科普通科、選科高等科を設け、初代校長に藤田文蔵、教員には島田友春、岩村透 、紀淑雄、尺秀三郎、磯野吉雄らが就いたが、生徒不足により資金難となり、さらに発起人2名の不正が発覚して辞職する騒ぎが起こる[14][15]。経営難から順天堂院長佐藤進 (軍医)の妻佐藤志津（佐藤尚中の娘）の後援を受け、横井と藤田が発起人を辞任して権利を譲り、佐藤が校主となった[14]。
- 1902年 ‐ 島田友春の代わりに河鍋暁翠が日本画教授に就任（島田は翌年私立日本女子美術学校を設立）。
- 1903年 ‐ 横井玉子死去。
- 1904年 ‐ 佐藤志津、第2代校長に就任。
- 1908年 - 弓町校地が火災により焼失。
- 1909年 - 本郷菊坂町に菊坂校地が落成し、弓町より移転。
- 1915年（大正4年） - 私立女子美術学校付属高等女学校開校。
- 1916年 - 私立女子美術学校付属高等女学校を私立佐藤高等女学校へ改称。
- 1917年 - 設置母体を財団法人私立女子美術学校へ改称（同年2月）。私立女子美術学校同窓会（現・女子美術大学同窓会）を設立。
- 1919年 - 私立女子美術学校を女子美術学校へ改称。佐藤志津死去し、夫の佐藤進が第3代校長に就任。
- 1928年（昭和3年） - 菊坂校舎の老朽化と狭隘化により新校地を東京府豊多摩郡和田堀町和田に取得（同年6月）[16][17]。
- 1929年 - 旧制専門学校に昇格。女子美術専門学校へ改称。
- 1935年 - 杉並校地が落成し、女子美術専門学校が和田本町（現在の和田）へ移転[16]。
- 1945年 - 太平洋戦争下の空襲により菊坂校地が全焼。私立佐藤高等女学校が杉並校地へ移転[16]。
- 1947年 - 学制改革により新制佐藤中学校開設。
- 1948年 - 新制佐藤高等学校発足。
- 1949年 - 女子美術大学発足。
- 1950年 - 財団法人女子美術大学を学校法人女子美術大学へ組織変更（同年3月）。女子美術大学短期大学部を併設し服飾科を設置（同年4月）。
- 1951年 - 佐藤高等学校・中学校を女子美術大学付属高等学校・中学校へ改称。
- 1960年 - 創立60周年記念祭挙行。
- 1961年 - 和田寮が落成。
- 1962年 - 女子美術短期大学部を女子美術短期大学へ改称。
- 1965年 - 神奈川県茅ヶ崎市に茅ヶ崎校地を建設[18]。
- 1966年 - 芸術学部美術学科を絵画科・産業デザイン科・芸術学科に改組。高円寺寮が落成。
- 1967年 - 茅ヶ崎校地が落成し短期大学専攻科絵画専攻科を設置[18]。高円寺寮2階に女子美術大学画廊を設置。
- 1968年 - 茅ヶ崎校地に女子美術大学付属幼稚園を開園[16]。
- 1980年 - 創立80周年記念式典挙行。『女子美術大学八十年史』を発行。
- 1989年 - 相模原校地の開校に伴い茅ヶ崎校地閉鎖を決定。付属幼稚園の園児募集を停止[18]。
- 1990年 - 相模原校地が開校。茅ヶ崎校地の売却に伴い付属幼稚園を閉園。専攻科絵画専攻科は杉並校地へ移転[18]。創立90周年記念式典を挙行。
- 1991年 - 高円寺寮を閉寮[19]。
- 1994年 - 大学院美術研究科前期博士課程を相模原校地に設置。
- 1996年 - 大学院美術研究科後期博士課程を相模原校地に設置し杉並校地に「ガレリア ニケ」を開設。
- 2000年 - 創立100周年記念式典挙行。『女子美術大学百年史』を発行。
- 2001年
  - 芸術学部に立体アート学科、メディアアート学科、ファッション造形学科を設置。
  - 創立100周年記念棟完成。
  - 相模原校地に女子美術大学美術館（女子美アートミュージアム）落成。
- 2005年 - 大学院美術研究科芸術文化専攻を設置。
- 2007年
  - 杉並校地の整備事業を開始。「ガレリア ニケ」を閉廊し、学外ギャラリー「女子美ガレリア ニケ」を設置。
  - 芸術学部1年次（杉並校地）を相模原校地へ移設し、芸術学部の完全移転が完了。
- 2008年 - 「女子美ガレリア ニケ」を銀座に移設し学外ギャラリー「銀座gallery女子美」へ改称。
- 2009年 - 和田寮を閉寮（同年3月）。同窓会運営母体を法人格へ昇格させ、一般社団法人女子美術大学同窓会を新設（同年6月）。
- 2010年
  - 芸術学部の学科・専攻課程を再編し杉並校地にアート・デザイン表現学科を設置。　
  - 創立110周年記念式典を挙行。
- 2012年
  - 「銀座gallery女子美」を閉廊して杉並校地へ移設。「女子美ガレリア ニケ」へ再改称。
  - 「Joshibi Art Gallery」を中華人民共和国上海に開廊。
  - 芸術学部美術学科美術教育専攻を設置。
- 2013年 - 杉並校地の整備事業を完了。学校法人女子美術大学と一般社団法人女子美術大学同窓会が連携協働に関する協定を締結[20]。
- 2014年 - 芸術学部美術学科芸術文化専攻の設置に伴い芸術表象専攻の募集を停止。杉並校地に大学院美術研究科デザイン専攻アートプロデュース（AP）研究領域を設置。
- 2015年 - 女子美術大学付属高等学校・中学校創立100周年記念式典を挙行。
- 2023年 - 共創デザイン学科を杉並校地に開設[21]。

## 関連項目

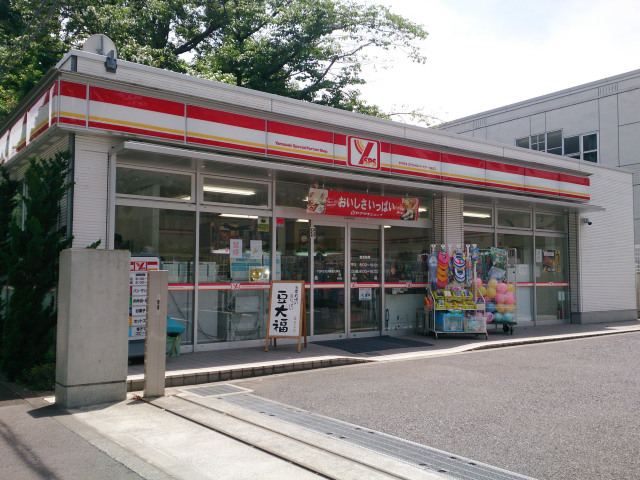
YSPS女子美術大学店（相模原市・）

## 学部・学科
芸術学部
- 美術学科
  - 洋画専攻
  - 日本画専攻
  - 立体アート専攻
  - 美術教育専攻
  - 芸術表象専攻（平成25年度で募集停止）
  - 芸術文化専攻（平成26年度に新設）
- デザイン・工芸学科
  - ヴィジュアルデザイン専攻
  - プロダクトデザイン専攻
  - 環境デザイン専攻
  - 工芸専攻
- アート・デザイン表現学科
  - メディア表現領域
  - ヒーリング表現領域
  - ファッション表現領域（旧ファッションテキスタイル表現領域、2024年4月に名称変更）
  - クリエイティブ・プロデュース表現領域（旧アートプロデュース表現領域、2024年4月に名称変更）
  - スペース表現領域（2024年4月に新設）
- 共創デザイン学科
- 短期大学部
  - 造形学科
  - 専攻科

## 大学院
美術研究科
- 修士課程
  - 美術専攻
  - デザイン専攻
  - 芸術文化専攻
- 博士課程
  - 美術専攻

## 奨学金
大学院（給付型）
- 女子美大学院研究奨学金
- 創立者横井・佐藤記念特別奨学金
- 女子美外国人留学生奨学金

大学（短大生含む）（給付型）
- 女子美奨学金
- 創立者横井・佐藤記念特別奨学金
- 女子美同窓会奨学金
- 女子美術大学・女子美術大学短期大学アイシス奨学金
- 女子美外国人留学生奨学金

## キャンパス

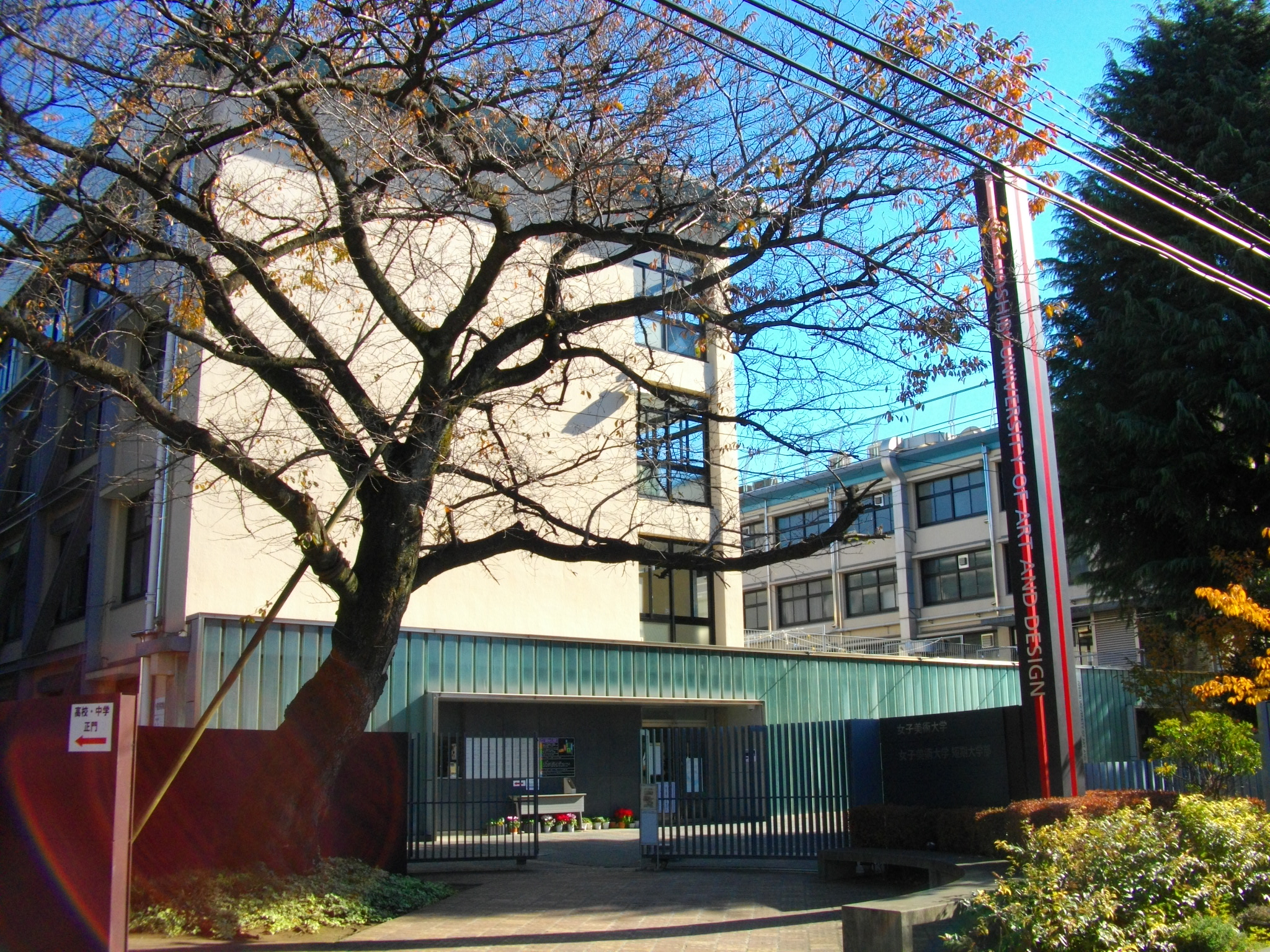
女子美術大学杉並キャンパス正門

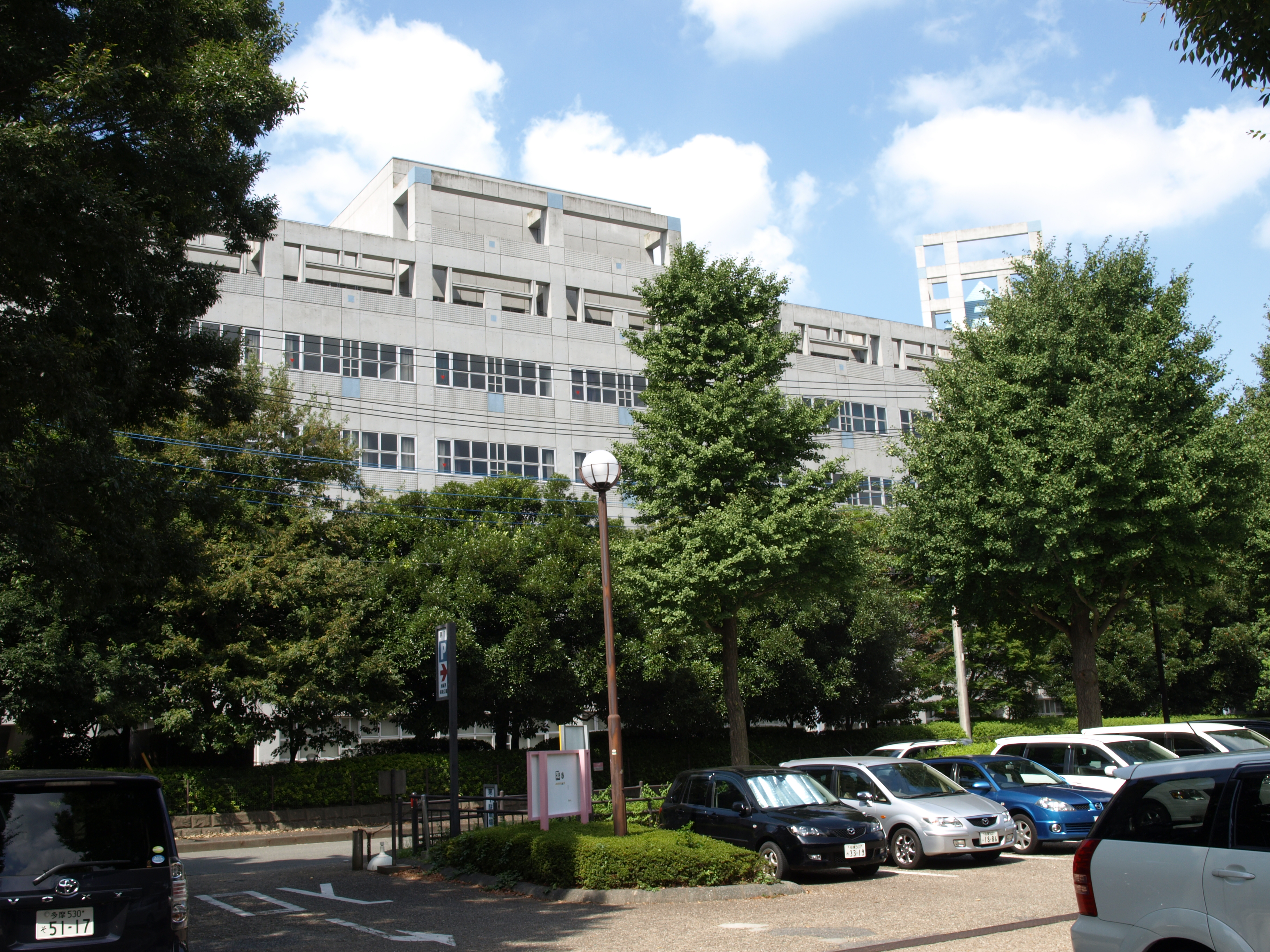
相模原キャンパス - 隣接する相模原麻溝公園からの眺め

- 杉並キャンパス
（短期大学部、芸術学部アート・デザイン表現学科、大学院美術研究科デザイン専攻、付属高等学校・中学校、法人本部、同窓会本部、女子美ガレリア ニケ）：
〒166-8538 東京都杉並区和田一丁目49番8号

- 相模原キャンパス
（芸術学部美術学科、芸術学部デザイン・工芸学科、大学院美術研究科、女子美アートミュージアム）：
〒252-8538 神奈川県相模原市南区麻溝台1900番地

## 交通
- 杉並キャンパス
  - 東京メトロ丸ノ内線東高円寺駅1・2番出入口または新中野駅1・2番出入口より徒歩8分

- 相模原キャンパス
  - 小田急小田原線・小田急江ノ島線相模大野駅北口3番のりば 神奈川中央交通バス「女子美術大学行」終点下車（注：平日と土曜の午前7時から午前9時台は相模原市立文化会館（グリーンホール）4番のりばより出発）
  - 東日本旅客鉄道（JR東日本）横浜線古淵駅2番のりば 神奈川中央交通バス「女子美術大学」終点下車

## 関連校・付属施設
- 女子美術大学短期大学部
- 女子美術大学付属高等学校・中学校
- 女子美術大学美術館
- co-ume lab.（AP表現領域研究室付属スタジオ 兼 ギャラリー）[22]

## 美術館・ギャラリー

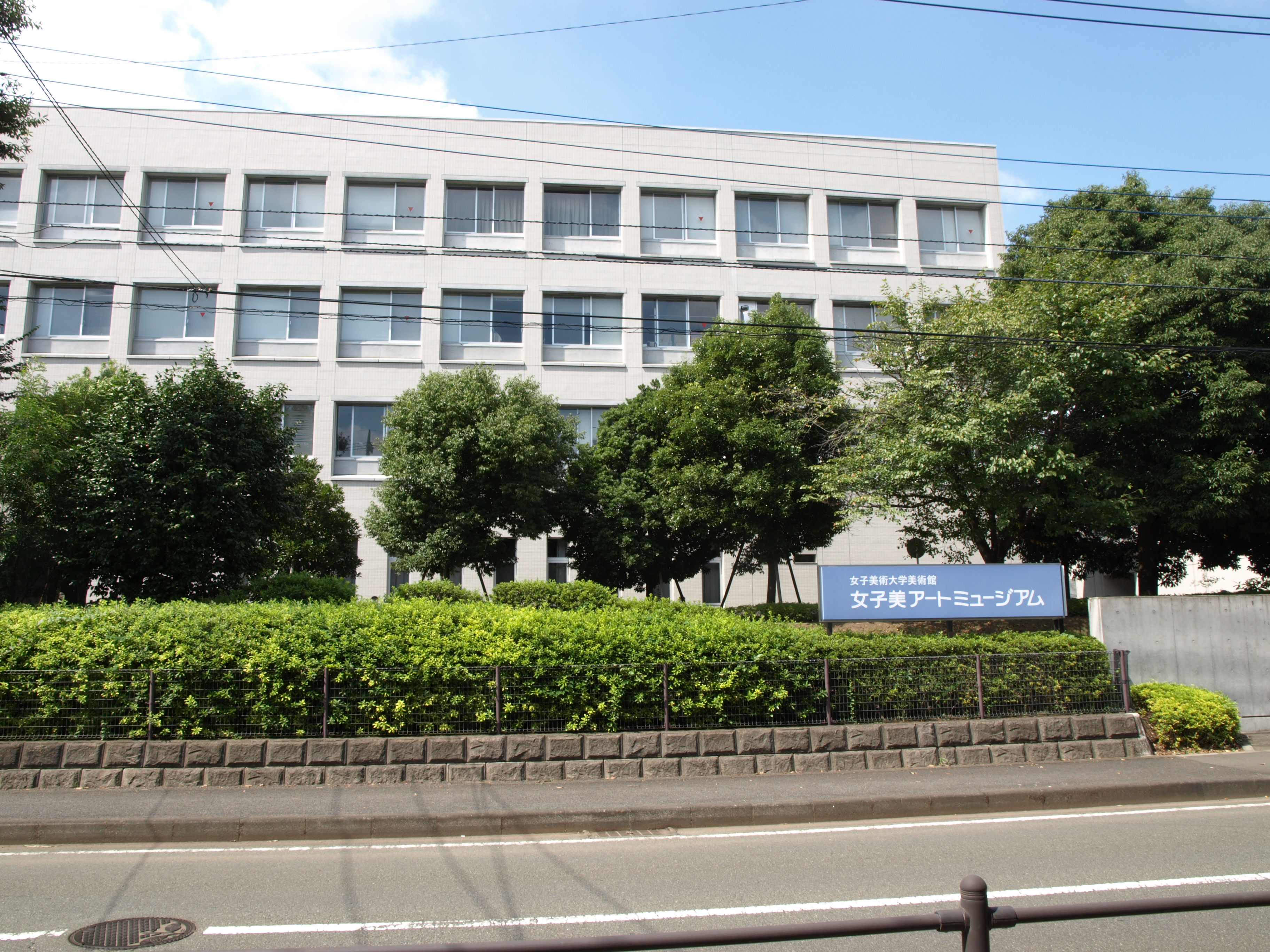
女子美アートミュージアム（相模原キャンパス）

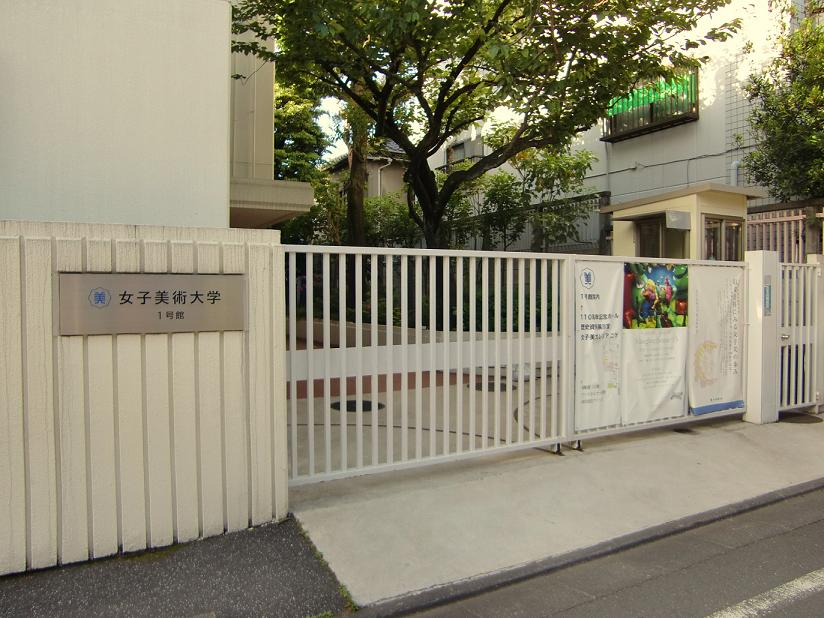
女子美ガレリア ニケ（杉並キャンパス）

- 女子美アートミュージアム（略称「JAM」、相模原キャンパス）

大久保婦久子、片岡球子、郷倉和子、多田美波、三岸節子をはじめとした女子美術大学出身の作家や、女子美術大学にゆかりの深い美術家の作品を中心に収集。2009年に旧カネボウコレクションの一部を所蔵したことにより、収蔵品は約15,000点となった。特に染織品は古代から現代までの世界の染織品を網羅した国内最大級のコレクション数を誇る。大学院生や教員作品の展示、美術館収蔵の歴史的資料の展示も行われる。
- 女子美ガレリア ニケ（Joshibi Galleria nike、杉並キャンパス）

社会に開かれたギャラリーを目的に開設されたギャラリー。杉並キャンパス整備計画に伴い2012年に再設置された。ギャラリー内には女子美術大学開校115年の歴史と人物を紹介する「歴史資料展示室」を併設している。年間を通して実践的アート企画展を開催している。
- Joshibi Art Gallery（中国上海市）

2012年11月に日中国交正常化40周年を記念し、上海市蘇州河沿いにある芸術家街「莫干山路50号（M50）に開設されたギャラリー。日本の美術大学としては初となる海外常設ギャラリーである。女子美術大学卒業生を中心に若手アーティストや海外アーティストと連携した作品を一般公開している。

## 公式サイト
- 女子美術大学
- Joshibi Galleria nike
- Joshibi Art Gallery
- ウィキメディア・コモンズには、女子美術大学に関するカテゴリがあります。